# Hamza Hanash
'Hamza Hanash (1 de enero de 1995) es un futbolista yemení que juega en la demarcación de centrocampista para el Al-Ahli Club de Saná de la Liga Yemení.

## Selección nacional
Hizo su debut con la selección de fútbol de Yemen en un partido de la Copa de Naciones del Golfo de 2023 contra Arabia Saudita que finalizó con un resultado de 0-2 a favor del combinado saudita tras un gol de Musab Al-Juwayr y otro del propio Sumayhan Al-Nabit.

## Clubes
| Club                 | País  | Año   | Partidos | Goles |
| -------------------- | ----- | ----- | -------- | ----- |
| Al-Ahli Club de Saná | Yemen | 2020- |          |       |